# Ikrény
Ikrény je vas na Madžarskem, ki upravno spada pod podregijo Győri Županije Győr-Moson-Sopron.